# Baltic Cup 1996
Der Baltic Cup 1996 war die 36. Austragung des Turniers der Baltischen Länder, dem Baltic Cup. Das Turnier für Fußballnationalteams fand zwischen dem 7. und 9. Juli 1996 in Estland statt. Ausgetragen wurden die Spiele im Kreenholmi staadion in Narva. Die Litauische Fußballnationalmannschaft gewann den 13. Titel.

## Gesamtübersicht
Tabelle nach Drei-Punkte-Regel.
| Pl. | Verein   | Sp. | S | U | N | Tore    | Diff. | Punkte |
| --- | -------- | --- | - | - | - | ------- | ----- | ------ |
| 1.  | Litauen  | 2   | 1 | 1 | 0 | 003:200 | +1    | 04     |
| 2.  | Estland  | 2   | 0 | 2 | 0 | 002:200 | ±0    | 02     |
| 3.  | Lettland | 2   | 0 | 1 | 1 | 002:300 | −1    | 01     |

|                       |   |          |     |
| 7. Juli 1996 in Narva |   |          |     |
| Estland               | – | Lettland | 1:1 |
| 8. Juli 1996 in Narva |   |          |     |
| Lettland              | – | Litauen  | 1:2 |
| 9. Juli 1996 in Narva |   |          |     |
| Estland               | – | Litauen  | 1:1 |

## Estland gegen Lettland
| Estland                                     | Estland | Lettland | Lettland |
| ------------------------------------------- | --- | --- | -------- |
| Estland                                     | \| 7. Juli 1996 in Narva (Kreenholmi staadion) \| \| Ergebnis: 1:1 (1:1) \| \| Zuschauer: 350 \| \| Schiedsrichter: Gintaras Dilda ( Litauen) \| \| Spielbericht \| | \| 7. Juli 1996 in Narva (Kreenholmi staadion) \| \| Ergebnis: 1:1 (1:1) \| \| Zuschauer: 350 \| \| Schiedsrichter: Gintaras Dilda ( Litauen) \| \| Spielbericht \| | Lettland |
| Estland                                     | Mart Poom, Marek Lemsalu , Sergei Hohlov-Simson, Meelis Lindmaa, Urmas Rooba, Viktor Alonen, Toomas Kallaste, Meelis Rooba (79. Marko Kristal), Indrek Zelinski (85. Martin Reim), Urmas Kirs, Andres Oper (79. Lembit Rajala) Cheftrainer: Teitur Þórðarson ( Island) | Raimonds Laizāns, Igors Troickis , Vitālijs Astafjevs, Mihails Zemļinskis, Vitālijs Dolgopolovs (45. Igors Stepanovs), Artūrs Zakreševskis, Andrejs Štolcers, Vladimirs Babičevs (76. Sergejs Tarasovs), Rolands Bulders, Armands Zeiberliņš (46. Aleksandrs Jelisejevs), Valērijs Ivanovs Cheftrainer: Jānis Gilis | Lettland |
| Estland                                     | 1:1 U. Rooba (35.) | 0:1 Bulders (16.) | Lettland |
| Estland                                     | Lemsalu | Dolgopolovs, Stepanovs | Lettland |
| Estland                                     | Astafjevs | | Lettland |
| 7. Juli 1996 in Narva (Kreenholmi staadion) | | |          |
| Ergebnis: 1:1 (1:1)                         | | |          |
| Zuschauer: 350                              | | |          |
| Schiedsrichter: Gintaras Dilda ( Litauen)   | | |          |
| Spielbericht                                | | |          |

## Lettland gegen Litauen
| Lettland                                    | Lettland | Litauen | Litauen |
| ------------------------------------------- | --- | --- | ------- |
| Lettland                                    | \| 8. Juli 1996 in Narva (Kreenholmi staadion) \| \| Ergebnis: 1:2 (1:1) \| \| Zuschauer: 200 \| \| Schiedsrichter: Jüri Saar ( Estland) \| \| Spielbericht \| | \| 8. Juli 1996 in Narva (Kreenholmi staadion) \| \| Ergebnis: 1:2 (1:1) \| \| Zuschauer: 200 \| \| Schiedsrichter: Jüri Saar ( Estland) \| \| Spielbericht \| | Litauen |
| Lettland                                    | Raimonds Laizāns, Igors Troickis , Igors Nauris Stepanovs, Aleksandrs Jelisejevs (70. Sergejs Tarasovs), Oļegs Blagonadeždins, Valērijs Ivanovs, Armands Zeiberliņš (67. Boriss Monjaks), Andrejs Štolcers, Vladimirs Babičevs, Rolands Bulders, Mihails Zemļinskis Cheftrainer: Jānis Gilis | Valdemaras Martinkėnas , Žilvinas Žudys, Ramūnas Stonkus, Giedrius Žutautas, Tomas Žiukas, Irmantas Stumbrys (77. Arūnas Mika), Raimondas Žutautas, Tomas Ražanauskas (46. Ričardas Zdančius), Saulius Mikalajūnas (87. Donatas Vencevičius), Artūras Fomenka (46. Darius Gvildys), Rimantas Žvingilas Cheftrainer: Benjaminas Zelkevičius | Litauen |
| Lettland                                    | 1:1 Jelisejevs (44.) | 0:1 Ražanauskas (4., Strafstoß) 1:2 Zdančius (67., Strafstoß) | Litauen |
| Lettland                                    | Jelisejevs | Stonkus | Litauen |
| Lettland                                    | Troickis | | Litauen |
| Lettland                                    | Vencevičius | | Litauen |
| 8. Juli 1996 in Narva (Kreenholmi staadion) | | |         |
| Ergebnis: 1:2 (1:1)                         | | |         |
| Zuschauer: 200                              | | |         |
| Schiedsrichter: Jüri Saar ( Estland)        | | |         |
| Spielbericht                                | | |         |

## Estland gegen Litauen
| Estland                                     | Estland | Litauen | Litauen |
| ------------------------------------------- | --- | --- | ------- |
| Estland                                     | \| 9. Juli 1996 in Narva (Kreenholmi staadion) \| \| Ergebnis: 1:1 (1:1) \| \| Zuschauer: 350 \| \| Schiedsrichter: Sergejs Braga ( Lettland) \| \| Spielbericht \| | \| 9. Juli 1996 in Narva (Kreenholmi staadion) \| \| Ergebnis: 1:1 (1:1) \| \| Zuschauer: 350 \| \| Schiedsrichter: Sergejs Braga ( Lettland) \| \| Spielbericht \| | Litauen |
| Estland                                     | Mart Poom, Marek Lemsalu , Sergei Hohlov-Simson, Janek Meet (74. Meelis Lindmaa), Urmas Rooba, Viktor Alonen (24. Andres Oper), Toomas Kallaste (88. Lembit Rajala), Meelis Rooba, Indrek Zelinski (46. Marko Kristal), Martin Reim, Urmas Kirs Cheftrainer: Teitur Þórðarson ( Island) | Valdemaras Martinkėnas , Žilvinas Žudys (54. Naglis Miknevičius), Ramūnas Stonkus, Giedrius Žutautas, Tomas Žiukas, Irmantas Stumbrys, Darius Gvildys (41. Tomas Ražanauskas), Raimondas Žutautas, Saulius Mikalajūnas, Ričardas Zdančius (79. Igoris Morinas), Rimantas Žvingilas (88. Artūras Fomenka) Cheftrainer: Benjaminas Zelkevičius | Litauen |
| Estland                                     | 1:1 Reim (21., Strafstoß) | 0:1 Žvingilas (18.) | Litauen |
| Estland                                     | U. Rooba | | Litauen |
| 9. Juli 1996 in Narva (Kreenholmi staadion) | | |         |
| Ergebnis: 1:1 (1:1)                         | | |         |
| Zuschauer: 350                              | | |         |
| Schiedsrichter: Sergejs Braga ( Lettland)   | | |         |
| Spielbericht                                | | |         |